# کاستل‌سپریو
کاستل‌سپریو (به ایتالیایی: Castelseprio) یک کومونه در ایتالیا است که در استان وارزه واقع شده‌است. کاستل‌سپریو ۳٫۹ کیلومتر مربع مساحت و ۱٬۲۷۶ نفر جمعیت دارد.